# 威斯特伐利亚和约
《威斯特伐利亚和约》是指1648年五月至十月间在威斯特伐利亚地区内的奥斯纳布吕克市和明斯特签订的一系列条约，标志着欧洲一系列宗教战争的结束。威斯特伐利亚和约结束了欧洲历史上有近八百万人丧生的动荡时期，学者普遍认为威斯特伐利亚和约的签订，标志着基于威斯特伐利亚主权概念的现代国际系统的开始。
和约的谈判过程颇为冗长，由于双方都希望在自己的领地内进行谈判进而控制谈判，谈判主要在两个城市进行；共计110名交战国代表出席谈判，但代表们并不每次都同时出席。会议共签署三份条约：明斯特和約、明斯特協議和奥斯纳布吕克条约，以终止对应的相互交叠的战争，结束了哈布斯堡及其天主教派盟友与新教势力（瑞典、丹麦、荷兰和神圣罗马帝国各邦）及其盟友法国（尽管信仰天主教但反对哈布斯堡）之间的三十年战争（1618—1648）；条约还结束了西班牙与荷兰共和国之间的八十年战争（1568—1648），前者正式承认后者的独立地位。
威斯特伐利亚和约的签订是以外交会议订立和约的先例，基于各个主权国家共存的概念，新的政治系统在欧洲中部形成。由于权力平衡，国家间的侵略战争得到遏制，反对干预别国内政的准则开始得到认可；随着欧洲影响力逐渐遍布全球，这些威斯特伐利亚原则，尤其是主权国家的概念，逐渐流行成为国际法和世界秩序的中心原则。

## 地點
法國與哈布斯堡王朝之間的和平談判於1641年在科隆開始，這些談判最初遭到法國樞機黎希留的阻撓。
荷蘭使節Adriaan Pauw於1646年左右進入明斯特進行和平談判。主要的談判在威斯特伐利亚，及鄰近的明斯特和奧斯納布呂克舉行，這兩個城市均被維持為中立和非軍事區。
在明斯特，神聖羅馬帝國與法國之間以及荷蘭共和國與西班牙之間進行了談判。自1535年恢復天主教以來，明斯特一直是嚴格的單一教派社區，明斯特允許天主教，而喀爾文派和信義宗則被禁止。
瑞典傾向於在新教徒軍隊控制的神聖羅馬帝國的奧斯納布呂克進行談判，奧斯納布呂克於1628年至1633年被天主教同盟征服，然後由瑞典路德教會佔領。

## 代表團
和平谈判没有确切的开始或结束时间，因为109个代表团从未在全体会议上会面。1646年1月至1647年7月期间，外交官人数最多。
代表团由16个欧洲国家、代表66个帝国国家利益的140个帝国国家和代表27个集团的38个利益集团派出。
- 法国代表团由亨利二世·奥尔良、隆格维尔公爵率领，外交官克劳德·达沃和阿贝尔·塞尔维安也包括法国代表团。
- 瑞典代表团由约翰·奥克森斯蒂尔纳伯爵率领，并由约翰·阿德勒·萨尔维乌斯男爵协助。
- 帝国代表团由马克西米利安·冯·特劳特曼斯多夫伯爵率领。他的助手是：

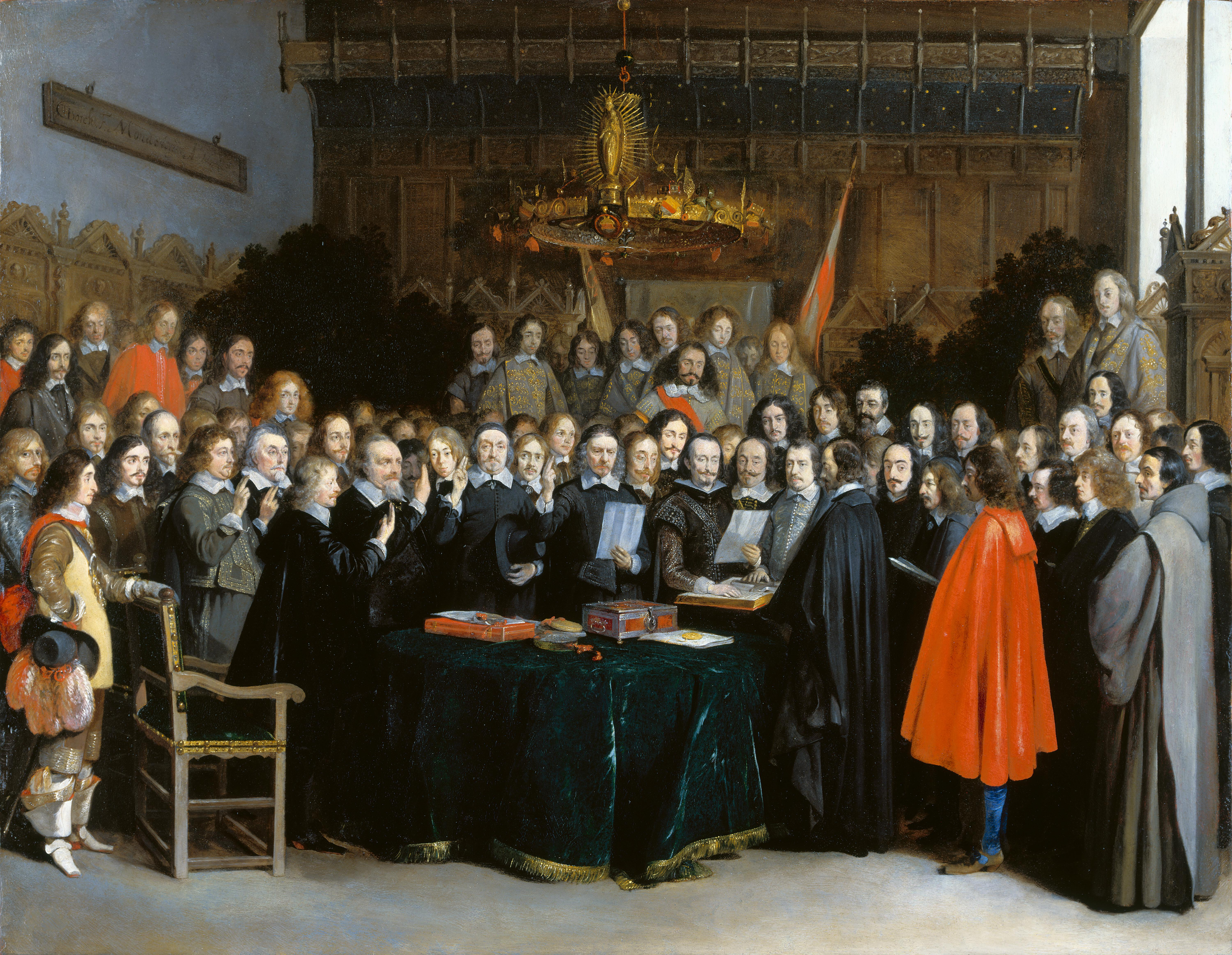
泰爾博赫绘于1648年的威斯特伐利亚和约确认仪式

  - 泰爾博赫绘于1648年的威斯特伐利亚和约确认仪式在明斯特，约翰·路德维希·冯·拿骚-哈达马尔和伊萨克·沃尔玛。
  - 在奥斯纳布吕克，约翰·马克西米利安·冯·兰贝格和帝国总理约翰·克兰内。
- 西班牙的菲利普四世由两个代表团代表：
  - 西班牙代表团由加斯帕尔·德·布拉卡蒙特·古兹曼率领，特别是外交官和作家迭戈·德·萨维德拉·法哈多和贝纳迪诺·德·雷博莱多。
  - 弗朗什孔泰和西属荷兰由约瑟夫·德·贝尔盖涅（在和平缔结前去世）和安托万·布伦代表。
- 教宗驻科隆大使法比奥·基吉（Fabio Chigi）和威尼斯特使阿尔维斯·康塔里尼（Alvise Contarini）担任调解人。
- 神圣罗马帝国的各个帝国国家也派出了代表团。
- 勃兰登堡派出了几名代表，包括沃尔玛。
- 荷兰共和国派出了一个六人代表团，其中包括荷兰省的两名代表，包括阿德里安·鲍和上艾瑟尔省的威廉·里佩尔达;两个省缺席。
- 瑞士邦联由约翰·鲁道夫·维特斯坦代表。

## 條約
- 神圣罗马帝国皇帝与法国及其各自盟友之间的明斯特条约[3][4]
- 神圣罗马帝国皇帝与瑞典及其各自盟友之间的奥斯纳布吕克条约[5]

## 內容

### 領土調整
- 重申1555年的《奥格斯堡宗教和约》和1635年的《布拉格和約》继续有效。
- 廢除1629年3月6日的《歸還教產敕令（英语：Edict of Restitution）》，教產的歸屬權以1624年持有為準[6]
- 帝國承認喀爾文宗在神聖羅馬帝國境內的合法宗教地位，同時新教徒和天主教徒享有平等的法律地位。
- 帝國境內各諸侯國可自行訂定官方宗教，天主教、信義宗和喀爾文宗為官方主要宗教。
- 帝國境內各諸侯國有主權及外交自主權，惟不得對皇帝及帝國議會宣戰。
- 正式承認荷蘭、瑞士為獨立國家；許多地區實際上已享有多年獨立的地位。
- 哈布斯堡皇室的部分“外奧地利領地”割讓與法國，瑞典和帝國境內的部分新教諸侯：
  - 法国获得除了米卢斯以外的整个上阿尔萨斯（法语：Haute-Alsace）地區[7]，并通过《香波和约（法语：Traité de Chambord）》得到洛林地區梅斯、图勒、凡尔登3個主教区。
  - 瑞典王國获取西波美拉尼亚地區（即瑞典波美拉尼亚）和维斯马城、不来梅-费尔登（英语：Bremen-Verden）两个主教区，从而得到了波罗的海和北海南岸的重要港口。
  - 勃蘭登堡選侯國獲得东波美拉尼亚地區和馬格德堡、哈爾伯施塔特、明登采邑主教區。
  - 薩克森選侯國獲得盧薩蒂亞地區。
- 因公爵約翰·威廉自1609年死後無嗣所引發的於于利希繼承戰爭得到解決，聯合公國按宗教信仰分為兩部分：勃蘭登堡-普魯士得到了信奉新教的克莱沃公国和拉文斯贝格伯国、馬克伯國；天主教領地于利希公國和贝格公國劃歸普法爾茨-諾伊堡公國。
- 普法爾茨選侯國一分為二：
  - 上普法爾茨與巴伐利亞合併。
  - 下普法爾茨（莱茵兰-普法尔茨）維持獨立。
- 巴伐利亞公爵馬克西米利安一世繼續保留選帝侯席位，同時恢復腓特烈五世次子及繼承者卡尔一世·路德维希的普法爾茨選侯資格，選帝侯數量增加到八席。
- 帝國皇帝選舉不得在現任皇帝在世時進行，以免皇帝干預，影響結果。
- 法國和瑞典在帝國議會有代表權
- 允許奧斯納布魯克主教（英语：Prince-Bishopric of Osnabrück）由天主教信徒和信義宗信徒交替擔任。

此和約導致奧地利哈布斯堡王朝失去大量領地，也削弱了王朝對神聖羅馬帝國境內各邦國的控制，使王朝陷入中衰，也使德國陷入封建分裂的時代。
另外，此和約導致法國，荷蘭和瑞典這三大歐洲新霸主的崛起。
教宗國對和約感到大為不滿，教宗依諾增爵十世發佈訓令稱：“在法律本身上，不論過去、現在和未來，它是永遠等於零的、無效的、無用的、無力的、不公平的、不正義的、應貶抑的、應譴責的、無約束力且無效果的。”

## 影响
这些条约并没有完全结束三十年战争引起的冲突。 法国和西班牙之间的战斗一直持续到1659年的比利牛斯条约。作为八十年战争的一部分，西班牙和葡萄牙之间的伊比利亚联盟期间开始的荷兰-葡萄牙战争一直持续到1663年。尽管如此，威斯特伐利亚和约确实解决了当时许多悬而未决的欧洲问题。